# Fluctuacions de la durada del dia
La durada del dia, en anglès length of the day (LOD), que ha augmentat durant el llarg termini de la història de la Terra a causa dels efectes de les marees, també està subjecta a fluctuacions en una escala de temps més curta. Les mesures exactes del temps mitjançant rellotges atòmics i la distància làser per satèl·lit han revelat que la durada del dia (LOD) està subjecte a una sèrie de canvis diferents. Aquestes variacions subtils tenen períodes que van des d'unes poques setmanes fins a uns quants anys. S'atribueixen a les interaccions entre l'atmosfera dinàmica i la Terra mateixa. El Servei Internacional de Rotació de la Terra i Sistemes de Referència fa un seguiment dels canvis.
En absència de moments de torsió externs, el moment angular total de la Terra com a sistema complet ha de ser constant. Els parells interns es deuen als moviments relatius i la redistribució de la massa del nucli, el mantell, l'escorça, els oceans, l'atmosfera i la criosfera de la Terra. Per mantenir constant el moment angular total, un canvi en el moment angular en una regió s'ha d'equilibrar necessàriament amb canvis en el moment angular a les altres regions.
Els moviments de l'escorça (com la deriva continental) o la fusió del casquet polar són esdeveniments seculars lents. S'ha estimat que el temps d'acoblament característic entre el nucli i el mantell és de l'ordre de deu anys, i es creu que les anomenades "fluctuacions de dècades" de la velocitat de rotació de la Terra resulten de les fluctuacions dins del nucli, transferides al mantell. La durada del dia (LOD) varia significativament fins i tot per a escales de temps des d'uns quants anys fins a setmanes (figura), i les fluctuacions observades en la durada del dia (LOD) -després d'eliminar els efectes dels parells externs- són una conseqüència directa de l'acció dels parells interns. Aquestes fluctuacions a curt termini són molt probablement generades per la interacció entre la Terra sòlida i l'atmosfera.

## Observacions

Desviació de la durada del dia respecte al dia basat en SI

Qualsevol canvi de la component axial del moment angular atmosfèric (MAA) ha d'anar acompanyat d'un canvi corresponent del moment angular de l'escorça i el mantell terrestres (a causa de la llei de conservació del moment angular). Com que el moment d'inèrcia del sistema mantell-escorça només està lleugerament influenciat per la càrrega de pressió atmosfèrica, això requereix principalment un canvi en la velocitat angular de la Terra sòlida; és a dir, un canvi de la durada del dia. Actualment, la durada del dia es pot mesurar amb una alta precisió durant temps d'integració de només unes poques hores, i els models de circulació general de l'atmosfera permeten la determinació d'alta precisió dels canvis en MAA en el model.
Una comparació entre el moment angular atmosfèric (MAA) i la durada del dia (LOD) mostra que estan altament correlacionats. En particular, es reconeix un període anual de la durada del dia (LOD) amb una amplitud de 0,34 mil·lisegons, que es maximitza el 3 de febrer, i un període semestral amb una amplitud de 0,29 mil·lisegons, que es maximitza el 8 de maig, així com fluctuacions de 10 dies de l'ordre de 0,1 mil·lisegons. També s'han observat fluctuacions interestacionals que reflecteixen els esdeveniments d'El Niño i oscil·lacions quasi biennals. Ara hi ha un acord general que la majoria dels canvis en la durada del dia (LOD) en escales de temps des de setmanes fins a uns quants anys estan entusiasmats pels canvis en el moment angular atmosfèric (MAA).

## Intercanvi de moment angular
Un mitjà d'intercanvi de moment angular entre l'atmosfera i les parts no gasoses de la terra és l'evaporació i la precipitació. El cicle de l'aigua mou grans quantitats d'aigua entre els oceans i l'atmosfera. A mesura que la massa d'aigua (vapor) augmenta, la seva rotació s'ha de frenar a causa de la conservació del moment angular. De la mateixa manera, quan cau en forma de pluja, la seva velocitat de rotació augmentarà per conservar el moment angular. Qualsevol transferència global neta de massa d'aigua dels oceans a l'atmosfera o el contrari implica un canvi en la velocitat de rotació de la Terra sòlid/líquid que es reflectirà en la durada del dia (LOD).
L'evidència observacional mostra que no hi ha cap retard significatiu entre el canvi d'AAM i el seu corresponent canvi de la durada del dia (LOD) durant períodes superiors a uns 10 dies. Això implica un fort acoblament entre l'atmosfera i la Terra sòlida a causa de la fricció superficial amb una constant de temps d'uns 7 dies, el temps de rotació de la capa d'Ekman. Aquest temps de rotació és el temps característic per a la transferència del moment angular axial atmosfèric a la superfície de la Terra i viceversa.
El component zonal del vent a terra, que és més eficaç per a la transferència del moment angular axial entre la Terra i l'atmosfera, és el component que descriu la rotació rígida de l'atmosfera. El vent zonal d'aquest component té l'amplitud u a l'equador respecte al sòl, on u> 0 indica superrotació i u< 0 indica rotació retrògrada respecte a la Terra sòlida. Tots els altres termes de vent només redistribueixen el moment angular atmosfèric (MAA) amb la latitud, un efecte que s'anul·la quan es fa una mitjana a tot el món.
La fricció superficial permet que l'atmosfera "capti" el moment angular de la Terra en el cas de la rotació retrògrada o l'alliberi a la Terra en el cas de la superrotació. Mitjançant escales de temps més llargues, no es produeix cap intercanvi d'AAM amb la Terra sòlida. La Terra i l'atmosfera estan desacoblades. Això implica que el component del vent zonal a nivell del sòl responsable de la rotació rígida ha de ser de mitjana zero. De fet, l'estructura meridional observada del vent zonal mitjà climàtic a terra mostra vents de ponent (de l'oest) a latituds mitjanes més enllà d'uns ± 30o de latitud i vents de l'est (de l'est) a latituds baixes. —els alisis —com també prop dels pols
(vents dominants).
L'atmosfera agafa el moment angular de la Terra a latituds baixes i altes i transfereix la mateixa quantitat a la Terra a latituds mitjanes.
Qualsevol fluctuació a curt termini del component del vent zonal que gira rígidament va acompanyada d'un canvi corresponent en la durada del dia (LOD). Per estimar l'ordre de magnitud d'aquest efecte, es pot considerar que l'atmosfera total gira rígidament amb velocitat u (en m/s) sense fricció superficial. Aleshores, aquest valor està relacionat amb el canvi corresponent de la durada del dia Δτ (en mil·lisegons) com
{\displaystyle u\approx 2.7\Delta \tau .}
El component anual del canvi de la durada del dia de Δτ ≈ 0,34 ms correspon llavors a una superrotació de u ≈ 0,9  m/s, i la component semestral de Δτ ≈ 0,29 ms a u ≈ 0,8 m/s.